# 中条三盛
中条 三盛（なかじょう みつもり）は、安土桃山時代から江戸時代初期にかけての武将。中条氏22代当主。沼垂郡奥山庄の鳥坂城主。揚北衆三浦党の一人。主家の会津移封後は出羽国置賜郡鮎貝城主となり、関ヶ原の戦いでは最上氏の支城を攻略した。

## 生涯
元亀4年/天正元年（1573年）、越後国の国人・中条景泰の長男として誕生。中条氏は相模国の名族で鎌倉幕府創立の功臣、平姓三浦氏、和田氏の流れである。
織田氏による攻撃により魚津城で戦死した父に代わり、上杉景勝に所領を安堵され家督を継ぐ。一黒丸は当時まだ元服前の幼年であったものの、中条家家老・築地資豊を名代後見として特例的に相続が認められたものである。
主家の会津移封に従い、1万石と同心分3300石で鮎貝城主となり、関ヶ原の戦い時の最上攻めに水原親憲らと共に出陣している。
その後、上杉家は米沢転封となるが、三盛は石高は3分の1に減ったものの、引き続き鮎貝城主を務める。後に弟や叔父などの親族に分知し、自身の禄は1800石となった。後年、最上攻めの時に受けた傷が悪化し、鮎貝城にて没した。
嫡子である一黒丸（三盛の幼名と同名、後の盛直）が父同様に若年で家督を相続するが、叔父・中条資種と築地資豊の争いが起きたため、一黒丸は米沢城に引き取られることとなる。なお、中条家は幕末まで侍頭や執権、奉行など米沢藩の重職を担っている。

## 系譜
- 父：中条景泰
- 母：中条景資の娘・俊子
- 嫡男：中条盛直 - 父・三盛の死後、米沢城に引き取られ、藩主から扶養を受ける。
- 次男：長尾景泰 - 白井長尾氏当主・長尾景広の娘を娶り家督を相続、長尾景泰と名乗る。